# BBC東米德蘭

播出地區

BBC東米德蘭（BBC East Midlands）是英國廣播公司（BBC）在英格蘭的播出地區之一，範圍包括德比郡的部分地區、萊斯特郡以及諾丁漢郡的部分地區。BBC東米德蘭製作的主要電視節目包括當地的地方新聞節目今日東米德蘭（East Midlands Today），此外還製作新聞雜誌節目Inside Out和Sunday Politics。除了電視節目之外，BBC東米德蘭還製作自己的廣播節目，並在諾丁漢（總部）、德比和萊斯特有三個廣播中心。

## 外部連結
- BBC Local News（页面存档备份，存于）
- East Midlands Today（页面存档备份，存于）
- BBC East Midlands transmitter coverage map（页面存档备份，存于）